# Hans Mott
Hans Ernst Vilhelm Konrad Mott, född 1900 i Mainz, död 15 december 1979, var en civilingenjör och företagsledare. Som verkställande direktör för AB SUKAB (Sveriges utrikeshandels kompensationsaktiebolag) var Hans Mott en nyckelperson som chefsförhandlare av viktiga handelsavtal för svenskt näringslivs räkning, ofta på regeringsuppdrag, med ett antal länder under och efter andra världskriget. Han utnämndes till Kommendör av Kungliga Vasaorden den 6 juni 1957

## Biografi
Hans Mott utexaminerades med civilingenjörsexamen 1923 från Kungliga Tekniska Högskolans avdelning för maskinbyggnad och mekanisk teknologi.
1923 anställdes Mott, som var tvåspråkig, vid Bergedorfer Eisenwerk A.G.(BE) utanför Hamburg, tillhörande Alfa-Laval. iseparatorer.
Han fick utbildning till projekt- och anläggningsingenjör med. studier i mjölkens bakteriologi, fysik och kemi vid universitetet i Kiel varefter han tjänstgjorde som projekt- och anläggningsingenjör vid Dairy Supply Co i Edinburgh och London, vid AB Separators och BE:s generalagenter i Storbritannien samt vid Société Alfa-Laval i Paris. Han fungerade som ingenjör i exportorganisationen vid BE i Hamburg och som prokurist och exportchef vid BE tills han 1932 utnämndes till vice VD och svensk chef för BE, en post han innehade till 1941.
Våren 1942 utsågs Mott till verkställande direktör i AB SUKAB, en post han innehade till 1964, varefter han valdes till styrelsens ordförande och kvarstod i denna funktion till 1975. Dessutom var Mott styrelseordförande i AB Svenska Siemens 1948-1952 på uppdrag av chefen för Folkhushållningsdepartementet och Flyktkapitalbyrån.
Mott var vidare medlem av Småindustrins Exportråd 1949-1967, rådets vice ordförande 1952-1963 och dess ordförande 1963-1967. Mott medverkade också i Gjöresutredningen 1951-1952 rörande ”Riktlinjer för bilaterala handelsförhandlingar med främmande makt”. Mott var ordförande 1964-1966 i den internationella expertgrupp, som. med början 1964, i Génève  drog upp riktlinjerna för det blivande ”Trade Centre’s” verksamhet inom GATT, Génève, med syfte att utveckla handeln med de dåvarande utvecklingsländerna.
I egenskap av verkställande direktör för SUKAB spelade Hans Mott en ledande roll i många för Sverige  viktiga handelsavtal både under och efter kriget. 1942-1954 ledde Mott de handelsförhandlingar, som förde till av svenska regeringen kontrasignerade handelsavtal.